# Championnat d'Asie de rugby à XV
Le Championnat d'Asie de rugby à XV (connu en tant que Tournoi asiatique des Cinq Nations jusqu'en 2014) est une compétition annuelle de rugby à XV qui voit s'affronter les nations membres de la confédération asiatique. Il est découpé en plusieurs divisions : le Championship puis des divisions continentales et des divisions régionales.

## Histoire
En 1969 puis tous les deux ans de 1970 à 2004, et enfin en 2006 et 2007, l'Asian Rugby Football Union (ARFU) a organisé sous différents formats le championnat d'Asie des nations. Le 21 février 2008, la fédération asiatique lance le tournoi des cinq nations asiatique, dont l'épreuve phare est une compétition entre les cinq meilleures meilleures équipes du continent : le Japon, la Corée du Sud, Hong Kong, le Kazakhstan et le golfe Persique (sélection de joueurs d'Arabie saoudite, du Koweït, de Bahreïn, d'Oman et des Émirats arabes unis). Dans le cadre de ce tournoi, des compétitions entre les autres nations asiatiques sont également organisées, avec un système de promotion et de relégation entre les divisions.
En 2008, outre le Top 5, 8 équipes sont réparties en deux divisions continentales et 12 autres en quatre divisions régionales. Le Japon remporte le Top 5, tandis que le golfe Persique est relégué en Division 1 et est remplacé par Singapour. En 2009, le Japon remporte son deuxième titre et le Golfe Persique remonte en Top 5, à la place de Singapour. Pour cette édition, 12 équipes sont réparties en trois divisions continentales et 6 autres en 2 divisions régionales. 
Pour 2015, l'ARFU a entrepris une refonte de la compétition qui voit l'élite se resserrer à 3 équipes dans un tournoi dénommé Asian Rugby Championship.
En 2018, le tournoi fait partie du processus de qualification pour la coupe du monde 2019. Le Japon, déjà qualifiée comme pays hôte, ne participe pas à cette édition et laisse sa place à la Malaisie, vainqueur de la Division 1 en 2017. Depuis, le Japon n'est pas revenu dans la compétition, privilégiant la coupe des nations du Pacifique et les test-matchs internationaux contre les meilleurs équipes mondiales. Hong Kong, la Corée du Sud et la Malaisie se disputent donc le Top 3 durant les années qui suivent, bien que les éditions 2020 et 2021 aient été annulé à cause de la pandémie de Covid 19. C'est Hong Kong qui domine cette période avec cinq victoires consécutives.
L'année 2024 voit la plus haute division du championnat passer de trois à quatre équipes avec la promotion des Émirats arabes unis, premiers de la Division 1 en 2023.
Le tournoi 2025 assure au vainqueur une place directe et donc une première participation à la coupe du monde 2027. C'est Hong Kong qui survole la compétition et décroche le ticket pour l'Australie tandis que les Émirats arabes unis sont deuxièmes et reversés dans un barrage intercontinental contre l'équipe classée Afrique 2.

## Logo

Évolution du logo
Logo abandonné en 2012.
Logo instauré en 2013.
Logo instauré en 2015.
Logo instauré en 2018.
Logo instauré en 2022.

## Palmarès

### Championnat d'Asie des nations
| Saison | Lieu           | Vainqueur    | Score       | Deuxième     |
| ------ | -------------- | ------------ | ----------- | ------------ |
| 1969   | Japon          | Japon        | Round-robin | Corée du Sud |
| 1970   | Thaïlande      | Japon        | Round-robin | Corée du Sud |
| 1972   | Hong Kong      | Japon        | Round-robin | Hong Kong    |
| 1974   | Sri Lanka      | Japon        | Round-robin | Sri Lanka    |
| 1976   | Corée du Sud   | Japon        | Round-robin | Corée du Sud |
| 1978   | Malaisie       | Japon        | Round-robin | Corée du Sud |
| 1980   | Taipei chinois | Japon        | Round-robin | Corée du Sud |
| 1982   | Singapour      | Corée du Sud | Round-robin | Japon        |
| 1984   | Japon          | Japon        | Round-robin | Corée du Sud |
| 1986   | Thaïlande      | Corée du Sud | Round-robin | Japon        |
| 1988   | Hong Kong      | Corée du Sud | Round-robin | Japon        |
| 1990   | Sri Lanka      | Corée du Sud | Round-robin | Japon        |
| 1992   | Corée du Sud   | Japon        | Round-robin | Hong Kong    |
| 1994   | Malaisie       | Japon        | Round-robin | Corée du Sud |
| 1996   | Taipei chinois | Japon        | Round-robin | Corée du Sud |
| 1998   | Singapour      | Japon        | Round-robin | Corée du Sud |
| 2000   | Japon          | Japon        | Round-robin | Corée du Sud |
| 2002   | Thaïlande      | Corée du Sud | Round-robin | Japon        |
| 2004   | Hong Kong      | Japon        | Round-robin | Corée du Sud |
| 2006   | Hong Kong      | Japon        | Round-robin | Corée du Sud |

### Tournoi des cinq nations asiatique
| Saison | Vainqueur | Score       | Deuxième     |
| ------ | --------- | ----------- | ------------ |
| 2008   | Japon     | Round-robin | Corée du Sud |
| 2009   | Japon     | Round-robin | Kazakhstan   |
| 2010   | Japon     | Round-robin | Kazakhstan   |
| 2011   | Japon     | Round-robin | Hong Kong    |
| 2012   | Japon     | Round-robin | Corée du Sud |
| 2013   | Japon     | Round-robin | Corée du Sud |
| 2014   | Japon     | Round-robin | Hong Kong    |

### Tournoi de l'Asian Rugby Championship
| Saison | Vainqueur | Score       | Deuxième            |
| ------ | --------- | ----------- | ------------------- |
| 2015   | Japon     | Round-robin | Hong Kong           |
| 2016   | Japon     | Round-robin | Hong Kong           |
| 2017   | Japon     | Round-robin | Hong Kong           |
| 2018   | Hong Kong | Round-robin | Corée du Sud        |
| 2019   | Hong Kong | Round-robin | Corée du Sud        |
| 2020   | Annulé    | Annulé      | Annulé              |
| 2021   |           |             |                     |
| 2022   | Hong Kong | 23-21       | Corée du Sud        |
| 2023   | Hong Kong | Round-robin | Corée du Sud        |
| 2024   | Hong Kong | Round-robin | Émirats arabes unis |
| 2025   | Hong Kong | Round-robin | Émirats arabes unis |